# Брус (Висконсин)
Брус (енгл. Bruce) град је у америчкој савезној држави Висконсин.

## Демографија
По попису из 2010. године број становника је 779, што је 8 (-1,0%) становника мање него 2000. године.
| Група             | 2000.       | 2010.       |
| Белци             | 778 (98,9%) | 764 (98,1%) |
| Афроамериканци    | 0 (0,0%)    | 0 (0,0%)    |
| Азијати           | 1 (0,1%)    | 0 (0,0%)    |
| Хиспаноамериканци | 2 (0,3%)    | 8 (1,0%)    |
| Укупно            | 787         | 779         |